# Coupe de France de cyclisme sur route 2004
La Coupe de France de cyclisme sur route 2004 est la 13e édition de la Coupe de France de cyclisme sur route.
La victoire finale revient au norvégien Thor Hushovd de l'équipe française Crédit agricole.
Deux nouvelles épreuves rejoignent la Coupe de France, il s'agit de la Polynormande et du Tro Bro Leon, portant le nombre total d'épreuves à 17.

## Résultats
La liste des courses composant la compétition et le podium de chacune d'entre elles sont les suivants :
| 21 fév.  | Tour du Haut-Var                 | Marc Lotz         | Dmitriy Fofonov    | Stijn Devolder         |
| 22 fév.  | Classic Haribo                   | Thor Hushovd      | Gabriele Balducci  | Sébastien Hinault      |
| 21 mars  | Cholet-Pays de la Loire          | Bert De Waele     | Didier Rous        | Thor Hushovd           |
| 2 avr.   | Route Adélie de Vitré            | Anthony Geslin    | Sergio Marinangeli | Pierrick Fédrigo       |
| 4 avr.   | Grand Prix de la ville de Rennes | Andrus Aug        | Saulius Ruškys     | Kirk O'Bee             |
| 13 avr.  | Paris-Camembert                  | Franck Bouyer     | Thomas Lövkvist    | Johan Coenen           |
| 15 avr.  | Grand Prix de Denain             | Thor Hushovd      | Mark Scanlon       | Nico Sijmens           |
| 18 avr.  | Tour de Vendée                   | Thor Hushovd      | Jaan Kirsipuu      | Sébastien Hinault      |
| 25 avr.  | Tro Bro Leon                     | Samuel Dumoulin   | Christophe Mengin  | Bert Scheirlinckx      |
| 2 mai    | Trophée des grimpeurs            | Christophe Moreau | Philippe Gilbert   | Jérôme Pineau          |
| 29 mai   | À travers le Morbihan            | Thomas Voeckler   | Laurent Paumier    | Pierrick Fédrigo       |
| 31 mai   | Grand Prix de Villers-Cotterêts  | Stuart O'Grady    | Geert Omloop       | Baden Cooke            |
| 5 juin   | Classique des Alpes              | Óscar Pereiro     | Iban Mayo          | José Enrique Gutiérrez |
| 1 août   | Polynormande                     | Sylvain Chavanel  | Guido Trentin      | Christophe Oriol       |
| 30 août  | Boucles de l'Aulne               | Frédéric Finot    | Alexandre Naulleau | Sergey Krushevskiy     |
| 19 sept. | Grand Prix d'Isbergues           | Ludovic Capelle   | Frédéric Guesdon   | Cezary Zamana          |
| 7 oct.   | Paris–Bourges                    | Jérôme Pineau     | Martin Elmiger     | Davide Rebellin        |

## Classements

### Individuel
Le classement général final est le suivant :
| Classement par points | Classement par points | Classement par points | Classement par points           | Classement par points |
| Coureur               | Coureur               | Pays                  | Équipe                          | Points                |
| --------------------- | --------------------- | --------------------- | ------------------------------- | --------------------- |
| 1er                   | Thor Hushovd          | Norvège               | Crédit Agricole                 | 199 pts               |
| 2e                    | Pierrick Fédrigo      | France                | Crédit Agricole                 | 135 pts               |
| 3e                    | Jérôme Pineau         | France                | Brioches La Boulangère          | 111 pts               |
| 4e                    | Thomas Voeckler       | France                | Brioches La Boulangère          | 98 pts                |
| 5e                    | Sylvain Chavanel      | France                | Brioches La Boulangère          | 86 pts                |
| 6e                    | Franck Bouyer         | France                | Brioches La Boulangère          | 79 pts                |
| 7e                    | Stuart O'Grady        | Australie             | Cofidis-Le Crédit par Téléphone | 68 pts                |
| 8e                    | Frédéric Guesdon      | France                | Fdjeux.com                      | 67 pts                |
| 9e                    | Frédéric Finot        | France                | RAGT Semences-MG Rover          | 61 pts                |
| 10e                   | Anthony Geslin        | France                | Brioches La Boulangère          | 60 pts                |

### Par équipe
Le classement général final de la meilleure équipe est le suivant.
| Classement par équipes aux points | Classement par équipes aux points | Classement par équipes aux points | Classement par équipes aux points |
| Équipe                            | Équipe                            | Pays                              | Points                            |
| --------------------------------- | --------------------------------- | --------------------------------- | --------------------------------- |
| 1re                               | Crédit agricole                   | France                            | 133 pts                           |
| 2e                                | Brioches La Boulangère            | France                            | 115 pts                           |
| 3e                                | Fdjeux.com                        | France                            | 101 pts                           |
| 4e                                | Oktos                             | France                            | 77 pts                            |
| 5e                                | Auber 93                          | France                            | 75 pts                            |
| 6e                                | AG2R Prévoyance                   | France                            | 65 pts                            |
| 7e                                | RAGT Semences-MG Rover            | France                            | 61 pts                            |
| 8e                                | Cofidis-Le Crédit par Téléphone   | France                            | 55 pts                            |

### Jeunes
| Classement du meilleur jeune | Classement du meilleur jeune | Classement du meilleur jeune | Classement du meilleur jeune | Classement du meilleur jeune |
| Coureur                      | Coureur                      | Pays                         | Équipe                       | Points                       |
| ---------------------------- | ---------------------------- | ---------------------------- | ---------------------------- | ---------------------------- |
| 1er                          | Jérôme Pineau                | France                       | Brioches La Boulangère       |                              |